# Corpul de Cavalerie german
Corpul de Cavalerie german a fost una din marile unități operative ale Armatei Imperiale Germane, participantă la acțiunile militare de pe frontul român, în timpul Primului Război Mondial. În această perioadă, a fost comandat de generalul locotenent Eberhard von Schmettow.  :p. 183